# Tromgeroffel

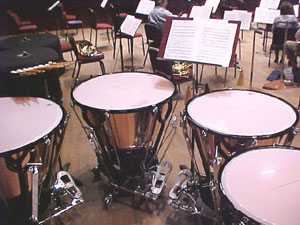
De pauk is een geliefde trommel voor het uitvoeren van een tromroffel

Tromgeroffel is het geluid van het snel slaan op trommels. Tromroffels worden in shows vaak gebruikt om de spanning op te voeren. De pauk is een geliefde trommel voor het uitvoeren van een tromroffel.